# Красотіл-дослідник
Красотіл-дослідник (Calosoma investigator) — вид твердокрилих комах родини турунових (Carabidae).

## Поширення
Вид поширений у Центральній і Східній Європі (в Німеччині, Польщі, Швеції, Молдові, Румунії та Україні), у Сибіру, Казахстані, Монголії та північно-західному Китаї. Мешкає на відкритих місцевостях з піщаними та супіщаними ґрунтами.

## Опис
Жук завдовжки від 15 до 23 мм. Переднеспинка має незграбні задні кути. Надкрила з 22 борозенками. Первинні ряди перериваються великими ямками мідного кольору (фовеа). Останні два стерніти з кількома щетинками. Верх тіла чорний, іноді з мідно-бурим блиском.